# 1909年のスポーツ

## アイスホッケー
- スタンレー・カップ
優勝：オタワ・セネターズ (ECHA)

## 大相撲
- 6月2日 - 両国国技館開館、東西制と呼ぶ団体優勝制度始まる

優勝掲額者
- 夏（6月5日初日）:東前頭7枚目高見山酉之助（7勝3分）

優勝旗手
- 夏:高見山酉之助（7勝3分）

## ゴルフ

### 世界4大大会（男子）
- 全米オープン優勝者：ジョージ・サージェント（アメリカ）
- 全英オープン優勝者：ジョン・ヘンリー・テイラー（イギリス）

## 自転車競技

### ロードレース
- 第1回ジロ・デ・イタリア
総合優勝：ルイジ・ガンナ（イタリア）
- 第7回ツール・ド・フランス
総合優勝：フランソワ・ファベール（ルクセンブルク）

## テニス

### グランドスラム
- 全豪選手権　男子単優勝：アンソニー・ワイルディング（ニュージーランド）
- 全仏選手権　男子単優勝：マックス・デキュジス（フランス）、女子単優勝：ジャンヌ・マシー（フランス）
- ウィンブルドン　男子単優勝：アーサー・ゴア（イギリス）、女子単優勝：ドラ・ブースビー（イギリス）
- 全米選手権　男子単優勝：ウィリアム・ラーンド（アメリカ）、女子単優勝：ヘイゼル・ホッチキス（アメリカ）

## 野球

### アメリカ大リーグ
- ワールドシリーズ
ピッツバーグ・パイレーツ（ナ・リーグ） （4勝3敗） デトロイト・タイガース（ア・リーグ）

### 日本
- 立教大学野球部発足

## その他のスポーツ
- 4月9日 - 米人探検家ロバート・ピアリーが北極点到達

## 誕生
- 1月4日 - シリー・アウセム（ドイツ、テニス、+1963年）
- 1月18日 - 中村金雄（東京都、ボクシング、+1993年）
- 1月18日 - 布井良助（兵庫県、テニス、+1945年）
- 1月19日 - 水原茂（香川県、野球、1982年）
- 1月22日 - 松木謙治郎（福井県、野球、+1986年）
- 2月18日 - マッチ・イェルビネン（フィンランド、陸上競技、+1985年）
- 3月2日 - メル・オット（アメリカ、野球、+1958年）
- 5月17日 - カール・シェーファー（オーストリア、フィギュアスケート、1976年）
- 5月18日 - フレッド・ペリー（イギリス、テニス、+1995年）
- 6月20日 - 吉岡隆徳（島根県、陸上競技、+1984年）
- 6月22日 - 岡野祐（東京都、野球、+1988年）
- 7月7日 - ゴットフリート・フォン・クラム（ドイツ、テニス、+1976年）
- 8月27日 - シルベール・マエス（ベルギー、自転車競技、+1966年）
- 9月1日 - 25代木村庄之助（愛知県、相撲、1991年）
- 10月24日 - ウィリアム・カー（アメリカ、陸上競技、+1966年）
- 11月29日 - ヘーケン・マルムロート（スウェーデン、水泳、+1987年）
- 12月5日 - 武藏山武（神奈川県、相撲、+1969年）
- 12月12日 - エリス・ビックルント（ノルディックスキー、スウェーデン、+1982年）

## 死去
- 5月12日 - バーサ・タウンゼント（アメリカ、テニス、*1869年）